# ウフラ川
ウフラ川（ウフラがわ、ロシア語: Ухра）はロシア・ヤロスラヴリ州を流れるヴォルガ川水系の河川である。
全長135km、流域面積1590km²。現在の河口はルィビンスク貯水湖(ru)であるが、ルィビンスク貯水湖(人造湖)が建設される以前はシェクスナ川に合流していた。水源はヤロスラヴリ州トゥターエフ地区(ru)である。